# Węzeł szotowy

Węzeł szotowy

Węzeł szotowy – prosty, łatwy w wiązaniu węzeł żeglarski, służący do łączenia dwóch linek. Nie nadaje się do wiązania gładkich linek o dużym naciągu. W tym przypadku należy zastosować wzmocniony węzeł bramszotowy. Odmianą węzła szotowego jest węzeł flagowy.
Węzeł szotowy stosowany jest również w przemyśle włókiennniczym do łączenia nitek przędzy i nazywany jest węzłem tkackim.